# Bert Brennecke
Bert Brennecke (* 13. Dezember 1898 in Halberstadt; † 31. August 1970; eigentlich Albert Brennecke) war ein deutscher Schriftsteller.

## Leben
Der Sohn einer Fabrikarbeiterin besuchte die Volksschule II in Halberstadt in einer Klasse zusammen mit dem später als Maler bekannt gewordenen Walter Gemm. Er war in seiner Jugend als Laufbursche in einem Warenhaus und als Schreiber tätig. Nach dem Ersten Weltkrieg schloss er sich der sozialistischen Arbeiterjugend an und wurde Mitglied der SPD. Nach seiner Hochzeit zog er nach Magdeburg. Da seine Einkünfte als Schriftsteller nicht besonders hoch waren, arbeitete er zeitweilig als Bautruppführer für Schüler von Bruno Taut. Nach der nationalsozialistischen Machtergreifung war er 1933 zeitweilig verhaftet und unter Polizeiaufsicht gestellt worden.
Brennecke schrieb für das Journal Der deutsche Schriftsteller, das offizielle Organ der Reichsschrifttumskammer.
In den 1950er Jahren zog er als freischaffender Schriftsteller wieder nach Halberstadt. Er war der Vater des Schriftstellers Wolf D. Brennecke.

## Sonstiges
Brennecke war auch als Werbetexter aktiv. Er gewann ca. 1937 ein Preisausschreiben der Magdeburger Actien-Brauerei für deren neue Biermarke Diamant mit dem Slogan Stadt und Land trinkt Diamant. Der Direktor der Brauerei war so begeistert, dass er Brennecke zusätzlich zum Preisgeld jedes Jahr zu Weihnachten einen Kasten Freibier versprach. Nachdem zwei Jahre später ein neuer Direktor die Lieferung einstellte und zur Privatsache seines Vorgängers erklärte, textete Brennecke für die konkurrierende Brauerei Bodenstein Aber unsereiner trinkt Bodensteiner. Dieser Text wurde an der Eisenbahnbrücke über die Lübecker Straße in Magdeburg-Neustadt angebracht, so dass bei der Fahrt in die Stadt zunächst der Diamant-Spruch und dann wie eine Antwort darauf der Bodenstein-Spruch zu lesen war.

## Werke (Auswahl)
- Ein Gaumarschlied, in: Der goldene Reiter. Heimatspiegel des Gaues Magdeburg-Anhalt 1 (1938), 2, S. 100.
- Der Ruf vom Bau, in: Der deutsche Schriftsteller, Berlin, Februar 1938.
- Flucht aus Calais – Erzählung aus dem Weltkrieg, 1938.
- Die letzten Tage von Baliburg, Jugenderzählung, 1938.
- Kurzgeschichte oder Novelle, in: Der deutsche Schriftsteller, Berlin, April 1938.
- Ein mutiger Mann, in: Der deutsche Schriftsteller, Berlin, März 1939.
- Ihr Maß ist voll, 1954.
- Am Tor der Zukunft, 1956.
- Festspiel Der lange Matz, 1958.
- Im Schatten des Monte Neroso, 1960.
- Und immer ging ein Schatten mit. Historisch-biographische Erzählung über Max Dortu. Buchverlag Der Morgen, Berlin 1962.